# (349386) Randywright
(349386) Randywright est un astéroïde de la ceinture principale.

## Description
(349386) Randywright est un astéroïde de la ceinture principale. Il fut découvert le 30 novembre 2007 à Charleston (ville de l'Illinois) par Robert Holmes. Il présente une orbite caractérisée par un demi-grand axe de 2,91 UA, une excentricité de 0,15 et une inclinaison de 13,3° par rapport à l'écliptique.

## Compléments